# پخیستا
پخیستا (به لاتین: Pkhista) یک رود در قفقاز غربی است که در گرجستان واقع شده‌است. این رود ۱۳ کیلومتر طول دارد.